# Éric de Poméranie
Éric ou Erik Ier de Poméranie (Rügenwalde 1382-1459), est roi de Norvège (sous le nom d'Éric III) à partir de 1389 ainsi que roi de Danemark (sous le nom d'Éric VII) et de Suède (sous le nom d'Éric XIII) à partir de 1396. Duc de Stolp et de Stargard en Poméranie de 1449 à 1459.

## Origine
Né vers 1382 à Rügenwalde, fils du duc Warcisław VII de Poméranie mort en 1394 et de Marie de Mecklembourg-Schwerin morte en 1402, petit-neveu du roi  Albert de Suède mais également arrière-petit-fils de Valdemar IV de Danemark, « Erik de Poméranie » meurt à Rügenwalde le 3 mai 1459.

## Roi de l'union de Kalmar
Il est choisi comme héritier par Marguerite Ire de Danemark et désigné comme corégent et successeur en Norvège dès 1387. Il est élu roi de Danemark (1395) puis de Suède (1396)  et enfin couronné roi de l'union de Kalmar le 17 juin 1397. Bien qu'il ait été déclaré majeur en 1400, l'union est en réalité gouvernée par la reine Marguerite Ire jusqu'à la mort de celle-ci en 1412.
En 1408, il rachète aux chevaliers Teutoniques l'île de Gotland qui leur avait été engagée en 1398 et il l'incorpore au Danemark. Dès 1413, il entre en conflit avec les comtes de Holstein pour affirmer les droits de la couronne danoise sur le duché de Schleswig mais il ne peut s'emparer du château de Gottorf. Le différend est soumis à l'arbitrage de l'empereur Sigismond Ier du Saint-Empire, qui confirme lors de la sentence d'Ofen en 1424 que le duché de Schleswig est un fief danois non héréditaire sur lesquels les comtes de Holstein n'ont aucun droit. En 1423, il part pour effectuer un pèlerinage en Terre sainte.
À son retour en 1425, il entre en conflit avec la Hanse, qu'il s'était aliénée en favorisant le commerce avec les Pays-Bas et en établissant un péage sur l'Øresund (1423-1430). Alliées au comté de Holstein depuis 1426, les forces de la Hanse saccagent Bergen et en 1428, avec une flotte de 240 navires et 12 000 hommes, assiègent Copenhague, défendue victorieusement par la reine Philippa. Une trêve est signée à Horsens en 1432 et la paix est conclue à Vordingborg en 1435.
La pression fiscale et la charge de l'administration danoise liées à ces conflits provoquent le mécontentement des populations particulièrement en Suède. Après la révolte populaire menée par Engelbrekt Engelbrektsson en Dalécarlie de 1434 à 1436, les représentants des trois royaumes tentent en vain de rétablir la paix lors du congrès de Halmstad (1435-1436) en révisant la convention de Kalmar.
Au Danemark, la situation n'est pas meilleure et Éric, sans héritier, ne réussit pas à faire reconnaître comme son successeur présomptif son cousin le duc Bogusław IX de Poméranie. Entre 1439 et 1441, le roi Éric de Poméranie est destitué successivement des trois trônes qu'il occupe par la noblesse, qui fait appel à son neveu Christophe de Bavière. Il part pour l’exil, d’abord dans l’île de Gotland à partir de laquelle il ravage ses anciens États avec une flotte de pirates, puis dans son duché héréditaire de Stolp et de Stargard en Poméranie, où il règne jusqu'à sa mort en 1459.

## Union
Éric de Poméranie épouse en 1406 Philippa (1394-1430) fille du roi Henri IV d'Angleterre. Elle est régente de Suède de 1424 à 1430 pendant ses périodes d'absence de ce royaume.